# Вильяр Мир, Хуан Мигель
Хуан Мигель Вильяр Мир (исп. Juan Miguel Villar Mir; 30 сентября 1931, Мадрид — 6 июля 2024) — испанский бизнесмен, инженер, государственный деятель, Министр финансов Испании с 1975 по 1976 год. Доктор инженерных наук по дорогам, каналам и портам. Председатель и CEO компании Obrascón Huarte Lain.
С 2011 года  — носитель почётного титула Маркиз де Вильяр Мир.

## Биография

### Ранние годы
Хуан Мигель родился 30 сентября 1931 года в столице Испании. Начальное образование получил в Колледже дель Пилар. После получения диплома инженера-строителя в Высшей технической школе инженеров-строителей каналов и портов, он решает продолжить обучение и получает докторскую степень по этому направлению. После непродолжительного пребывания в США, Хуан Мигель возвращается в Мадрид и получает должность заведующего кафедрой в двух университетах, одну в Школе гражданского строительства, а другую в Школе инженерных и общественных работ. Помимо этого, он пополняет свой послужной список должностью профессора в Мадридском политехническом университете.

### Карьера
В 1958 году он поступает на государственную службу в качестве чиновника порта Кадис. В 1961 году он становится заместителем генерального директора компании «Порты и морские сигналы». Через шесть лет он был назначен президентом Национального фонда охраны труда. В конце 1960-х он стал президентом гигантской компании «Altos Hornos de Vizcaya», а также её дочерних компаний «Altos Hornos del Mediterráneo» и «Hidronitro Española».
Самой высокой государственной должностью в его карьере был пост министра финансов (декабрь 1975 — июль 1976), и пост третьего вице-президента правительства по экономическим вопросам в первом правительстве Карлоса Ариаса Наварро.
Он также был президентом кантабрийской электроэнергетической компании «Electra de Viesgo».
В 1987 году Вильяр Мир приобрёл ставшую банкротом строительную компанию «Obrascon», у компании «Altos Hornos de Vizcaya». Данная сделка обошлась Хуану всего в одну песету. После этого он создаёт группу компаний «Villar Mir», которая объединяет различные энергетические, металлургические и строительные компании.
Также, Вильяр Мир был одним из кандидатов на пост президента мадридского футбольного клуба «Реал» на выборах в феврале 1995 года, но в конце концов уступил в пользу кандидатуры Рамона Мендоса, который в итоге победил. Он занимал пост вице-президента клуба в качестве главы финансового отдела, пока не ушел в отставку в июле 1995 года из-за разногласий в финансовом управлении с другими членами правления. В 2006 году он снова баллотировался на президентских выборах мадридского клуба, получив 6 702 голоса, против 8 343 голосов за Рамона Кальдерона и 8 098 за Хуана Паласиоса. Однако эти выборы вызвали большой резонанс, поскольку голосование по почте было аннулировано по просьбе Кальдерона из-за предполагаемых нарушений. Вильяр Мир, который считал выборы фальсифицированными, обжаловал отмену голосования по почте, хотя мадридский суд первой инстанции № 47 не согласился с ним, после чего Хуан подал в отставку. Полицейское расследование показало, что большая часть неучтённых голосов были в пользу кандидатуры Вильяра Мира, но их количество было недостаточным для его победы на выборах.
5 ноября 2013 года он стал постоянным академиком Королевской академии моральных и политических наук.
Умер утром 6 июля 2024 года после нескольких дней с серьёзными осложнениями со здоровьем в возрасте 92 лет.